# Yoo Seong-min

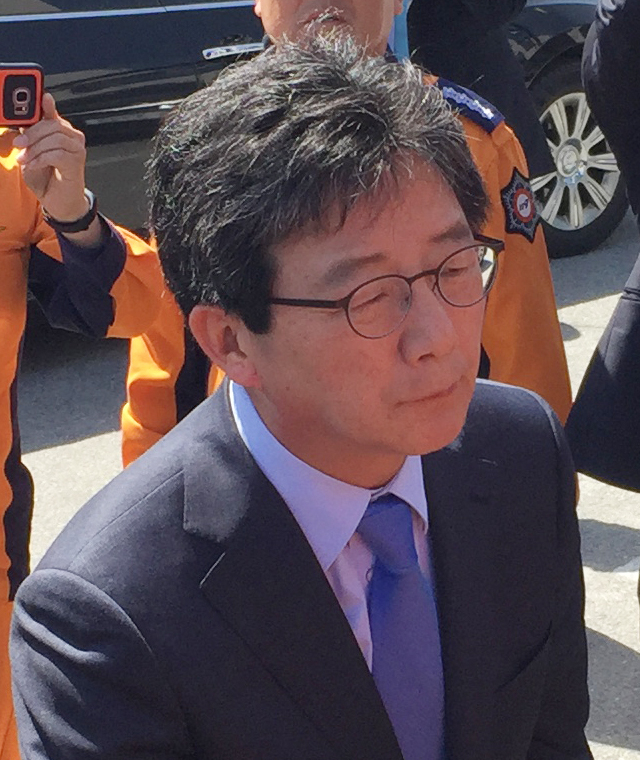
Yoo Seong-min im Mai 2017

Yoo Seong-min (* 7. Januar 1958 in Daegu, Südkorea) ist ein liberalkonservativer südkoreanischer Politiker und Mitglied der Gukhoe, wo er den Dong-gu Sitz B, einen nordöstlichen Bezirk der Stadt Daegu vertritt. Er amtierte als Parteivorsitzender der Bareun-Partei, einer Abspaltung der Jayu-hanguk-Partei. Für wenige Monate amtierte er zudem als Parteivorsitzender der Nachfolgepartei Bareun-mirae-Partei, dem Zusammenschluss der Bareun- und der Gungminui-Partei.
Im Januar 2020 trat er in die von ihm mitgegründete Saeroun-bosu-Partei ein. Diese ging weniger als zwei Monate später in die Mirae-tonghap-Partei auf, die wiederum in der Gungminui-him aufging. Aus dieser trat er 2025 aus, um als unabhängiger Kandidat bei den Präsidentschaftswahl in Südkorea 2025 zu kandidieren.

## Frühes Leben
Yoo Seong-min wurde 1958 in Daegu geboren und studierte Wirtschaftswissenschaften an der Seoul National University, wo er 1982 einen Bachelor of Arts erlangte. Danach setzte er sein Studium in den Vereinigten Staaten an der University of Wisconsin–Madison fort. Seine Studienfelder umfassten Industrieökonomik, Wirtschaftsmathematik und Ökonometrie. Seine Doktorarbeit veröffentlichte er 1987. Diese trägt den Titel Entry Into a Foreign Market: Theory and Evidence.
Yoo hat eine Tochter namens Yoo Dam.

### Karriere als Ökonom
Nach seinem Abschluss arbeitete Yoo von 1987 bis 2000 als Ökonom am Korea Development Institute. Anschließend war er von 2000 bis 2003 Präsident des Youido-Instituts, einer Denkfabrik der damaligen Hannara-Partei (jetzt Jayu-hanguk-Partei).

## Politische Karriere
Yoo Seong-min wurde im Rahmen der Parlamentswahl in Südkorea 2004 zum ersten Mal als Mitglied der Gukhoe für die konservative Hannara-Partei gewählt. In dieser Zeit war er ein enger Vertrauter und Berater der zukünftigen Präsidentin Südkoreas Park Geun-hye und bereitete deren Kampagne für die Präsidentschaftswahl in Südkorea 2007 vor. Nachdem sich diese in den parteieigenen Vorwahlen ihrem innerparteilichen Konkurrenten Lee Myung-bak geschlagen geben musste, begann das Verhältnis der beiden Politiker in einen negativen Bereich umzuschlagen. Seine Wiederwahl im Zuge der Parlamentswahl in Südkorea 2016 gewann Yoo als Parteiloser, da er aufgrund seines schlechten Verhältnisses zu Park nicht als Kandidat der Saenuri-Partei (neuer Name der Hannara-Partei) nominiert wurde. Nachdem Wahlsieg trat er der Partei erneut bei.
Nachdem Park in einen Korruptionsskandal rund um ihre engste Vertraute Choi Soon-sil verwickelt wurde und zum Rücktritt gedrängt wurde, schloss sich Yoo der neugegründeten Bareun-Partei an.

### Präsidentschaftswahlen 2017

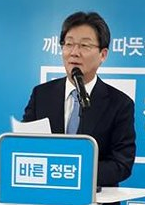
Yoo Seong-min auf einer Parteiverstaltung der Bareun-Partei

Für die Bareun-Partei zog Yoo in das Rennen um das Blaue Haus, nachdem er sich in der parteiinternen Vorwahl mit 62,9 % der Stimmen gegen den Gouverneur von Gyeonggi-do Nam Kyung-pil durchgesetzt hatte.
Yoo trat an, um die Gesellschaft mitfühlender und gerechter zu gestalten. Laut Experten hat er sich als vernünftiger Konservativer im Rennen dargestellt. Yoo schlug eine zweigeteilte politische Strategie vor. Konservativ in Bezug auf die nationale Sicherheit und progressiv in Bezug auf wirtschaftliche Fragen. Bei seiner Wahl wäre eine harte Politik gegenüber Nordkorea erwartet worden. Yoo befürwortete das Aufbauen von Druck, bevor er Dialogbereitschaft zeigen würde. Er ist Unterstützer des Raketenabwehrsystems Terminal High Altitude Area Defense.
Er erreichte in der Wahl den vierten Platz und 6,76 % der Wählerstimmen.

### Neue Konservative Partei
Ende 2019 war Yoo in die Gründung der Saeroun-bosu-Partei (Neue Konservative Partei) involviert. Diese stellt eine rechtsgerichtete Abspaltung der Bareun-mirae-Partei dar. Anfang Januar 2020 verließ Yoo die Fraktion derer gemeinsam mit sieben weiteren Abgeordneten der Gukhoe und trat der neuen Partei bei, um diese bei der Parlamentswahl in Südkorea 2020 anzuführen. Am 17. Februar 2020 schloss sich die Partei gemeinsam mit der Jayu-hanguk-Partei zur Mirae-tonghap-Partei zusammen.